# غريسون تشانس
قريسون مايكل تشانس (بالإنجليزية: Greyson Michael Chance)‏ (ولد في 16 أغسطس، 1997) مغن، وكاتب أغاني، وعازف بيانو أميركي. أدى في أبريل 2010 أغنية «بابارازي» لليدي غاغا في مهرجان موسيقي، وقد صور أدائه للأغنية وعرض على موقع يوتيوب. وفي شهر ديسمبر 2010 حصل المقطع على أكثر من 51 مليون مشاهدة في 11 مايو 2013. لدى تشانس أغنيتين، "Stars" و"Broken Hearts"، كلا الإغنيتين موجودتان في قناته على يوتيوب، وعدد مشاهداتهما 4 و6 ملايين على التوالي. "Waiting Outside the Lines" أغنيته الفردية الأولى أصدرت في أكتوبر 2010. ثم صدر أول البوم لقريسون "Hold On 'Til The Night" في الثاني من أغسطس 2011 .
بعد مرور عامين من إصدار آخر أغنية له، تشانس يستعد الآن لإصدار ثاني البوم له باسم "Planet X" قريبا في 2015.
أطلق أول أغنية من الألبوم، في 11 أغسطس 2014 باسم "Thrilla in Manila".

## الحياة الشخصية

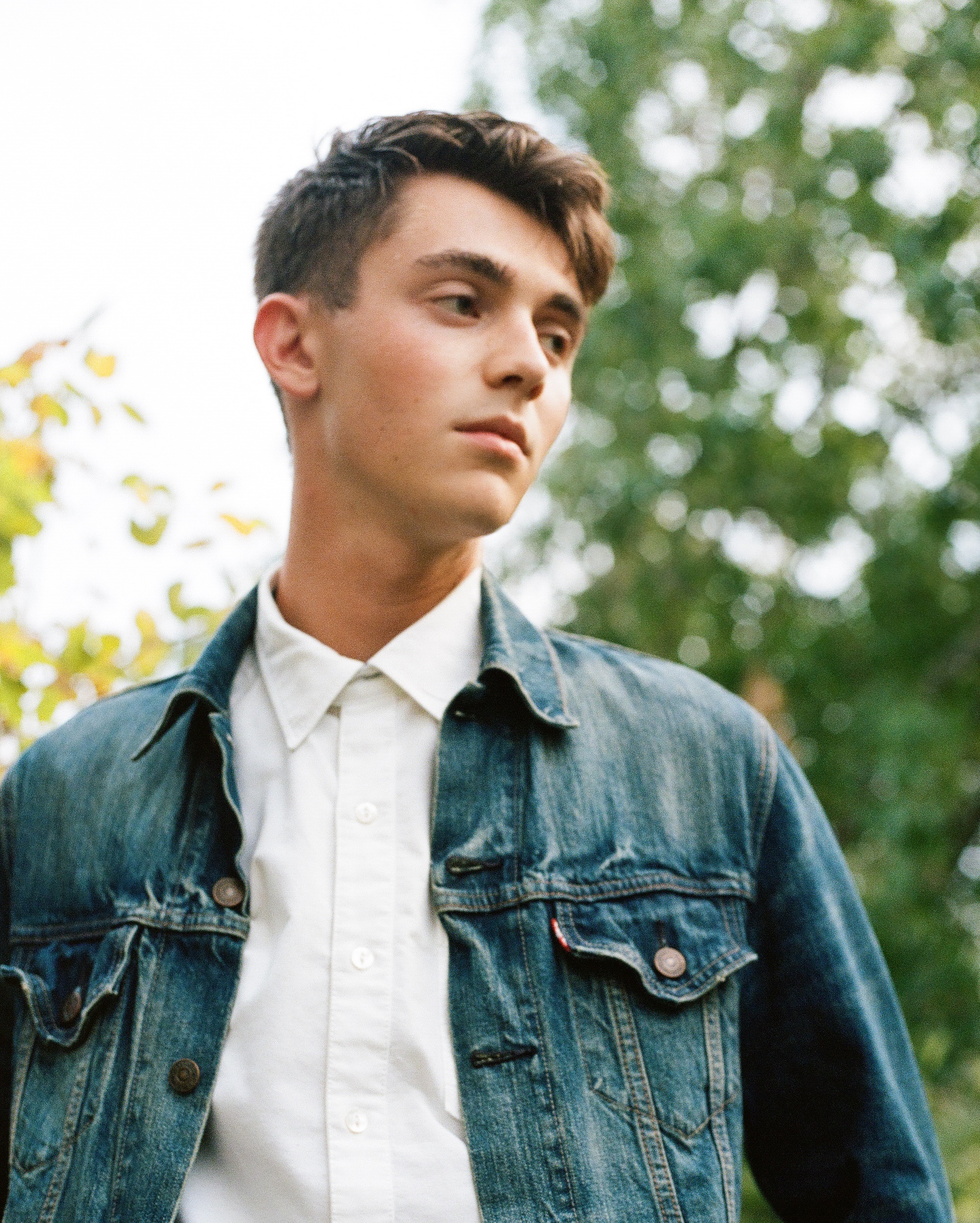
غريسون تشانس، 2017

ولد تشانس في Wichita Falls, Texas. بتاريخ 16 أغسطس 1997. ويقيم حاليا في ايدموند، أوكلاهوما (Edmond, Oklahoma). وهو الابن الأصغر للسيد والسيدة تشانس. لدى تشانس شقيقة كبرى (أليكسا)، وشقيق أكبر منه (تانر). وقد بدأ تشانس العزف على البيانو منذ أن كان يبلغ الـ8 سنوات وتلقى دروس البيانو لمدة 3 سنوات. ولكنه لم يتلق أي دروس لتدريب الصوت. وهو من اصل ألماني، إنجليزي، بولندي، وتشيكي.
و بالنسبة لمصدر إلهامه، قال تشانس، «احب الفنانين الذين يمكنهم ان يوصلوا مشاعرهم من خلال الموسيقى ويغنون من القلب. هذا ما اطمح لفعله في الأغاني خاصتي.» ولقد أصبح أكثر جرأة بعد مشاهدته لأداء ليدي غاغا لأغنية «بابارازي» في حفل جوائز ام تي ڤي للڤيديو كليبات لعام 2009.

## الظهور
حُمّل فيديو قريسون لأدائه أغنية «بابارازي» على اليوتيوب في 28 أبريل، 2010. ولمدة أسبوعين تقريبا من تحميل الفيديو كان عدد مشاهداته ضئيل جداً، على الأقل موقعان فقط قاما بنشر فيديو تشانس. ألين ديجينرس شاهدت الفيديو لأول مرة بعد أن قام أخ قريسون الأكبر «تانر» بإرسال دعوة لها بمشاهدة الفيديو. كان للفيديو على الأقل 10,000 مشاهدة عندما شاهدته ديجينرس لأول مرة.

## فيديو كليبات
| Year | Song                        | Director                    |
| ---- | --------------------------- | --------------------------- |
| 2010 | "Waiting Outside the Lines" | سناء حمري                   |
| 2011 | "Unfriend You"              | Marc Klasfeld               |
| 2011 | "Take A Look At Me Now"     | Getmusic Asia               |
| 2011 | "Hold On 'til the Night"    | Dano Cerny, Marielle Tepper |
| 2012 | "Sunshine & City Lights"    | Clarence Fuller             |

## روابط خارجية
- غريسون تشانس على موقع IMDb (الإنجليزية)
- غريسون تشانس على موقع ميتاكريتيك (الإنجليزية)
- غريسون تشانس على موقع روتن توميتوز (الإنجليزية)
- غريسون تشانس على موقع ألو سيني (الفرنسية)
- غريسون تشانس على موقع ميوزك برينز (الإنجليزية)
- غريسون تشانس على موقع أول ميوزيك (الإنجليزية)
- غريسون تشانس على موقع ديسكوغز (الإنجليزية)
- غريسون تشانس على موقع قاعدة بيانات الفيلم (الإنجليزية)